# Le Masque (collection)
Pour les articles homonymes, voir Le Masque.
Le Masque est historiquement la première collection française spécialisée dans le roman policier, publiée à partir de 1927 par la Librairie des Champs-Élysées, créée par Albert Pigasse en 1925. En 1966, la Librairie des Champs-Élysées lance une autre collection, le Club des Masques (qui reprend le nom de la revue publiée de 1932 à 1935), dont la vocation sera de rééditer, sous couverture illustrée, les titres phares du Masque. Plus de deux mille numéros plus tard, les publications dans Le Masque cessent en 2012, la  collection étant alors remplacée par Masque poche. En 2019, les éditions Jean-Claude Lattès relancent la collection Le Masque sous de nouvelles couleurs de couvertures (jaune, orange, rouge, vert, bleu).

## Historique

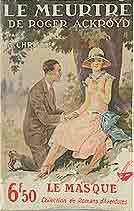
Le Meurtre de Roger Ackroyd, premier titre de la collection en 1927.

L'historique de la  collection se décline en quatre périodes.
La première est celle de la fondation de la Librairie des Champs-Élysées et, deux ans plus tard, de la création de la collection Le Masque où le premier roman publié est Le Meurtre de Roger Ackroyd par Agatha Christie, qui rencontre un succès bien modeste.  Ce n'est que plus tard qu'Agatha Christie devient l'auteur-vedette de la collection, alors qu'Albert Pigasse publie les six ouvrages précédents de l'auteur britannique et obtient un contrat d'exclusivité pour les traductions françaises de ses œuvres. Pour l'heure, la collection connaît des débuts difficiles dans un milieu éditorial parisien qui considère de haut le roman policier, cette forme de récit populaire considérée comme un « sous-genre destiné à des sous-lecteurs ».  Mais le succès public va grandissant et des personnalités du monde artistique (Jean Cocteau) et politique (Aristide Briand) plaident en sa faveur, ravis du plaisir procuré par la lecture de certains titres du Masque, une collection qui se démarque par ses romans d'énigme ou d'aventures offerts dans une présentation uniforme et classique.  Si les cinq premiers titres publiés en 1927 le sont sous une reliure cartonnée de couleur verte, la collection adopte ensuite une dominante jaune, qui tire sur l'orange dans les années 1970, devenue jaune pâle depuis les années 1980 et jusqu'en 2012. Le célèbre logo, associant un masque noir et une plume, est créé par Maximilien Vox, et apparaît dès le numéro 5.  Précisons qu'à partir du numéro 1, chaque volume est recouvert d'une jaquette illustrée, abandonnée pour des raisons de rentabilité après le numéro 325.   
La deuxième période, ère de prospérité, permet d'étoffer le catalogue de la collection. Outre Agatha Christie, Le Masque accueille en grand nombre des auteurs étrangers qui rencontrent un réel succès (Valentin Williams, J.S. Fletcher, Dorothy Sayers), mais aussi des écrivains français qui marqueront durablement le genre policier (Pierre Véry, S.A. Steeman, Pierre Nord) et, à partir de 1957, Charles Exbrayat, devenu la deuxième locomotive du Masque après Agatha Christie).  Dans le souci de découvrir de nouveaux talents, Albert Pigasse crée en 1930 le prix du roman d'aventures, un prix littéraire maison qui sera réservé, dans un premier temps, aux jeunes auteurs de l'Hexagone.  À partir de la fin des années 1960, le prix est toutefois élargi à des œuvres venues de l'étranger, le Finlandais Mauri Sariola étant alors le tout premier à décrocher cet honneur pour Un printemps finlandais (1969).  Dans les années 1970, la politique éditoriale du Masque se diversifie. Sont alors créées des collections parallèles abordant d'autres genres populaires : espionnage, western, fantastique et science-fiction. Mais peu à peu, la maison s'enlise, en raison d’une politique éditoriale très restrictive qui se cantonne au roman d’énigme bien sous tous rapports, «  sans excès de sexe et de violence », s’éloignant de plus en plus des évolutions de la société, qui se reflètent ailleurs dans le roman noir.  

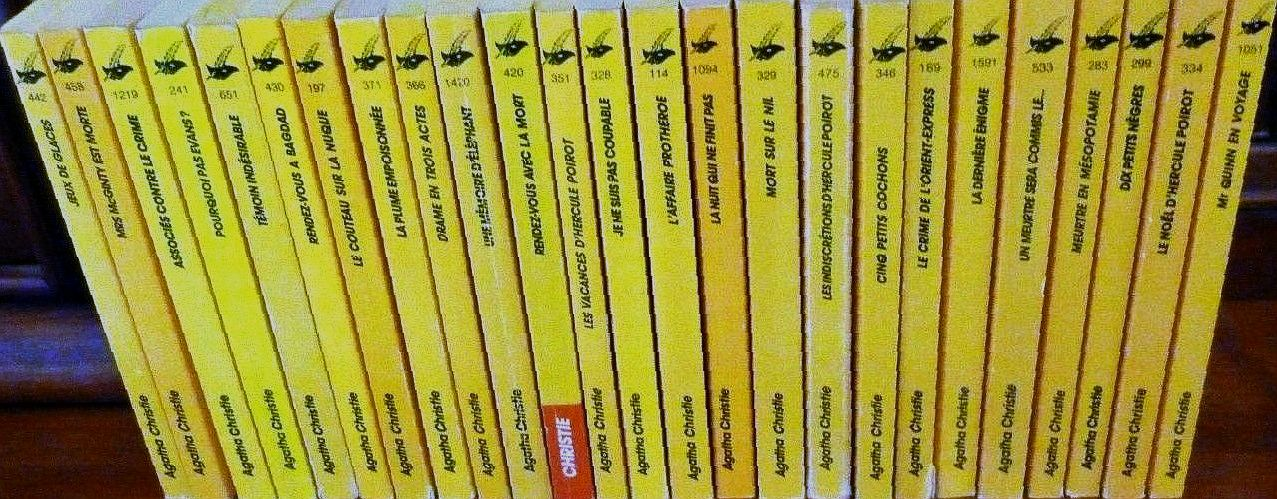
Agatha Christie, en collection Le Masque.

La troisième période, celle d'un renouvellement nécessaire et salutaire, se matérialise en 1983 avec l'arrivée de Michel Averlant à la barre de la Librairie des Champs-Elysées, très vite rejoint par Hélène Amalric, qui en sera la directrice éditoriale jusqu’en septembre 2000.  Le Masque se divise en deux sous-collections, Les Maîtres du roman policier et Les Reines du crime, dévolues à l'édition de figures reconnues de la littérature policière (John Dickson Carr, Margaret Millar) ou à la réédition des meilleures titres de collections policières défuntes (L'Empreinte, Détective Club, La Tour de Londres) qui comptent plusieurs auteurs de romans policiers de valeur (Josephine Tey, Craig Rice, Patrick Quentin, Austin Freeman, Anthony Berkeley). Elles accueillent les nouveaux auteurs phares  étrangers (Ruth Rendell, Reginald Hill, Peter Lovesey, Val McDermid, Philip Kerr, Patricia Cornwell, Michael Nava) et français (Paul Halter, Alexis Lecaye, Michel Grisolia, Fred Vargas, Andrea H. Japp). Pour nombre d’entre eux, la « petite » collection du Masque, qui s’est fortement élargie au thriller et au roman noir, sert de tremplin vers les « Grands Formats » des Éditions du Masque, nouvelle appellation de la Librairie des Champs-Elysées.
Après le départ d’Hélène Amalric, l’ensemble des Éditions du Masque, qui était devenu un département d’Hachette-Livre en novembre 1995, est rattaché aux Éditions Jean-Claude Lattès, appartenant également au groupe Hachette, en 2001. Un grand nombre d'auteurs disparaissent petit à petit du catalogue et les parutions dans la collection du Masque, rebaptisée Le Masque jaune, se raréfient au profit d'éditions grand format et d'une activité accrue de la collection Labyrinthes, vouée au roman policier historique.
En 2012, année où cessent les parutions, Le Masque compte 2540 titres à son catalogue, dont quelques bis et le no 1367 qui n'a jamais été attribué. La liste complète du catalogue de la collection, depuis ses origines jusqu'à aujourd'hui, peut être consultée ci-dessous.
Depuis sa reprise par les éditions Jean-Claude Lattès, la collection est dirigée par Violaine Chivot, remplacée en février 2024 par Constance Trapenard.

## Principaux auteurs
- Anthony Berkeley
- Boileau-Narcejac
- John Dickson Carr
- Agatha Christie
- Francis Durbridge
- Charles Exbrayat
- A.A. Fair
- J.S. Fletcher
- R. Austin Freeman
- Paul Gerrard
- Leonard Gribble
- Michel Grisolia
- Paul Halter
- Reginald Hill
- Andrea H. Japp
- Stuart M. Kaminsky
- Maria Lang
- Alexis Lecaye
- Richard et Frances Lockridge
- E.C.R. Lorac
- Peter Lovesey
- Margaret Millar
- Michael Nava
- Pierre Nord
- Patrick Quentin
- Ruth Rendell
- Craig Rice
- Mauri Sariola
- Dorothy Sayers
- Stanislas-André Steeman
- Josephine Tey
- Pierre Véry
- Edgar Wallace
- Patricia Wentworth
- Valentin Williams

## Club des Masques
En 1966 est créé le Club des Masques, collection cadette du Masque, dirigée par Charles Exbrayat. Le premier objectif de l'entreprise est de permettre l'exploitation du riche fonds de titres détenus par la Librairie des Champs-Élysées et de donner une nouvelle visibilité plus attrayante aux piliers de la maison. Elle réédite sous une couverture illustrée Agatha Christie et Charles Exbrayat, offrant ainsi à certains titres une triple exploitation, sous Le Masque, Le Club des Masques et Le Livre de poche. Dans les années 1970, la collection réédite aussi des romans policiers provenant d'autres éditeurs, par exemple des Rex Stout, des Francis Didelot et des Ursula Curtiss d'abord parus chez Fayard. 
Au cours des premières années, les couvertures de la collection présentent, sous deux lisérés blancs en en-tête, donnant à lire le nom de l'auteur et le titre du roman, des illustrations colorées et macabres.  Dans les années 1970, celles-ci sont remplacées par des photographies sur fond de couleurs vives où, parmi quelques objets du quotidien, se glisse tantôt un poignard ou un revolver, tantôt une fiole de poisson ou une écarlate tache de sang.  À l'occasion, la photo inclut un homme ou, plus souvent, une femme. À partir des années 1980, les montages photographiques et les paysages font leur apparition, cependant que les deux lisérés blancs disparaissent pour faire place à des en-têtes apposant en couleurs pastels le nom de l'auteur et le titre sur le haut du cliché.  
En 1998, Le Pique-nique du crocodile de Serge Brussolo, le no 647, est le dernier nouveau titre à paraître dans le Club des Masques. La collection subsiste encore quelques années grâce à une activité de rééditions.  Pendant cette ultime phase qui va de la fin des années 1990 au milieu des années 2000, des jaquettes blanches ou d'une couleur vive offrent une illustration incrustée au centre de la une entre le titre de l'ouvrage, au bas, et le nom de l'auteur (Agatha Christie, Exbrayat, Brussolo) largement étalé sur le tiers supérieur.  La collection a depuis cessé de paraître. La liste des titres publiés peut être consultée dans la colonne de droite du tableau de la liste des ouvrages publiés dans le Masque, dont le lien se trouve ci-haut.

## Masque poche (2012-2018) et renaissance de la collection Le Masque (depuis 2019)
En 2012, les Éditions du Masque mettent fin aux parutions dans Le Masque et dans les autres collections policières apparentées, dont Labyrinthes, spécialisée dans le roman policier historique, pour les regrouper dans une nouvelle collection de poche baptisée Masque poche. Depuis sa mise en marché, à la fin de 2012, la nouvelle collection reprend pour l'essentiel le fonds de l'éditeur à l'exclusion des romans d'Agatha Christie qui paraissent dans une collection indépendante.
Le numéro un de Masque poche est Les Trente-neuf Marches de John Buchan.  On retrouve ensuite à son catalogue des classiques du roman policier francophone (L'Affaire Lerouge d'Émile Gaboriau, Vous souvenez-vous de Paco ? de Charles Exbrayat, ou encore L'assassin habite au 21 de S.A. Steeman), de l'Âge d'Or britannique (la série des enquêtes de Lord Peter Wimsey de Dorothy L. Sayers) et du whodunit américain (la série des enquêtes de Nero Wolfe de Rex Stout et des énigmes en chambre close de John Dickson Carr), mais également des rééditions d'œuvres plus récentes signées Ruth Rendell, Philip Kerr ou Fred Vargas, des romans policiers historiques (la série Louis Fronsac de Jean d'Aillon), ainsi que des textes oubliés du genre policier (Les Mystères d'East Lynne de Mrs. Henry Wood, L'Heure bleue de Celia Fremlin). En 2019, les éditions Jean-Claude Lattès mettent fin à Masque poche et relancent Le Masque.
| No  | Auteur                                | Titre                                               | Titre original                                    | Année de parution dans la collection |
| --- | ------------------------------------- | --------------------------------------------------- | ------------------------------------------------- | ------------------------------------ |
| 1   | John Buchan                           | Les Trente-neuf Marches                             | The Thirty-Nine Steps                             | 2012                                 |
| 2   | Louis Forest                          | On vole des enfants à Paris                         |                                                   | 2012                                 |
| 3   | Philip Kerr                           | Chambres froides                                    | Dead Meat                                         | 2012                                 |
| 4   | Mrs. Henry Wood                       | Les Mystères d'East Lynne                           | East Lynne                                        | 2013                                 |
| 5   | Boileau-Narcejac                      | Le Secret d'Eunerville                              |                                                   | 2012                                 |
| 6   | Fred Vargas                           | Les Jeux de l'amour et de la mort                   |                                                   | 2012                                 |
| 7   | Taiping Shangdi                       | Le Cheval parti en fumée                            |                                                   | 2012                                 |
| 8   | Ruth Rendell                          | Un démon sous mes yeux                              | A Demon in My View                                | 2013                                 |
| 9   | Alan Watt                             | Carmen, Nevada                                      | Diamond Dogs                                      | 2013                                 |
| 10  | Frédéric Lenormand                    | Meurtre dans le boudoir                             |                                                   | 2013                                 |
| 11  | Boileau-Narcejac                      | La Poudrière                                        |                                                   | 2013                                 |
| 12  | John Connor                           | Infiltrée                                           | The Vanishing                                     | 2013                                 |
| 13  | Jeffrey Cohen                         | Un témoin qui a du chien                            | As Dog is My Witness                              | 2013                                 |
| 14  | Barbara Abel                          | L'Instinct maternel                                 |                                                   | 2013                                 |
| 15  | S.A. Steeman                          | L'assassin habite au 21                             |                                                   | 2013                                 |
| 16  | Alain Bauer et Roger Dachez           | Les Mystères de Channel Row                         |                                                   | 2013                                 |
| 17  | Cyrille Legendre                      | Quitte ou Double                                    |                                                   | 2013                                 |
| 18  | Charles Exbrayat                      | Vous souvenez-vous de Paco ?                        |                                                   | 2013                                 |
| 19  | Émile Gaboriau                        | L'Affaire Lerouge                                   |                                                   | 2013                                 |
| 20  | Danielle Thiéry                       | Le Sang du bourreau                                 |                                                   | 2013                                 |
| 21  | Dorothy L. Sayers                     | Lord Peter et l'Inconnu                             | Whose Body?                                       | 2013                                 |
| 22  | Jean d' Aillon                        | Le Captif au masque de fer                          |                                                   | 2013                                 |
| 23  | Neal Shusterman                       | Les Fragmentés                                      | Unwind                                            | 2013                                 |
| 24  | Gilles Bornais                        | Les Nuits rouges de Nerwood                         |                                                   | 2013                                 |
| 25  | Rex Stout                             | Fer-de-lance                                        | Fer-de-Lance                                      | 2013                                 |
| 26  | C. M. Veaute                          | Meurtres à la romaine                               |                                                   | 2013                                 |
| 27  | Reggie Nadelson                       | Londongrad                                          | Londongrad                                        | 2013                                 |
| 28  | Boileau-Narcejac                      | Le Second Visage d'Arsène Lupin                     |                                                   | 2013                                 |
| 29  | Jo Litroy                             | Jusqu'à la mort                                     |                                                   | 2013                                 |
| 30  | Maud Tabachnik                        | La honte leur appartient                            |                                                   | 2013                                 |
| 31  | Olivier Gay                           | Les talons hauts rapprochent les filles du ciel     |                                                   | 2013                                 |
| 32  | Philip Kerr                           | Impact                                              | The Shot                                          | 2013                                 |
| 33  | Françoise Guérin                      | À la vue, à la mort                                 |                                                   | 2014                                 |
| 34  | Dorothy L. Sayers                     | Trop de témoins pour Lord Peter                     | Clouds of Witness                                 | 2014                                 |
| 35  | John Dickson Carr                     | La Chambre ardente                                  | The Burning Court                                 | 2014                                 |
| 36  | Charles Exbrayat                      | Les Blondes et Papa                                 |                                                   | 2014                                 |
| 37  | Jean d' Aillon                        | Les Ferrets de la reine                             |                                                   | 2014                                 |
| 38  | Jean d' Aillon                        | Le Mystère de la chambre bleue                      |                                                   | 2014                                 |
| 39  | Frédéric Lenormand                    | Le diable s'habille en Voltaire                     |                                                   | 2014                                 |
| 40  | Patrick Cauvin                        | Frangins                                            |                                                   | 2014                                 |
| 41  | Cloé Mehdi                            | Monstres en cavale                                  |                                                   | 2014                                 |
| 42  | Jean d' Aillon                        | La Conjuration des Importants                       |                                                   | 2014                                 |
| 43  | Denis Bretin                          | Le Mort-homme                                       |                                                   | 2014                                 |
| 44  | Margaret Millar                       | Le Territoire des monstres                          | Beyond this Point are Monsters                    | 2014                                 |
| 45  | Eoin McNamee                          | Le Tango bleu                                       | The Blue Tango                                    | 2014                                 |
| 46  | Boileau-Narcejac                      | La Justice d'Arsène Lupin                           |                                                   | 2014                                 |
| 47  | Serge Brussolo                        | Le Manoir des sortilèges                            |                                                   | 2014                                 |
| 48  | Charles Haquet                        | Les Fauves d'Odessa                                 |                                                   | 2014                                 |
| 49  | Jean d' Aillon                        | La Conjecture de Fermat                             |                                                   | 2014                                 |
| 50  | Olivier Gay                           | Les mannequins ne sont pas des filles modèles       |                                                   | 2014                                 |
| 51  | Boileau-Narcejac                      | Le Serment d'Arsène Lupin                           |                                                   | 2014                                 |
| 52  | Serge Brussolo                        | La Route de Santa Anna                              |                                                   | 2014                                 |
| 53  | Cyrille Legendre                      | Nous ne t'oublierons jamais                         |                                                   | 2015                                 |
| 54  | John Dickson Carr                     | Trois cercueils se refermeront                      |                                                   | 2015                                 |
| 55  | Frédéric Lenormand                    | Crimes et Condiments                                |                                                   | 2015                                 |
| 56  | Jean d' Aillon                        | L'Exécuteur de la haute justice                     |                                                   | 2015                                 |
| 57  | Philippe Kleinmann et Sigolène Vinson | Bistouri Blues                                      |                                                   | 2015                                 |
| 58  | Olivier Gay                           | Mais je fais quoi du corps ?                        |                                                   | 2015                                 |
| 59  | Danielle Thiéry                       | Mauvaise Graine                                     |                                                   | 2015                                 |
| 60  | Olivier Taveau                        | Les Âmes troubles                                   |                                                   | 2015                                 |
| 61  | Rex Stout                             | Les Compagnons de la peur                           | The League of Frightened Men                      | 2015                                 |
| 62  | Thierry Bourcy                        | La Mort de Clara                                    |                                                   | 2015                                 |
| 63  | C. M. Veaute                          | Mourir à Venise                                     |                                                   | 2015                                 |
| 64  | Charles Haquet                        | Cargo                                               |                                                   | 2015                                 |
| 65  | Jean d' Aillon                        | L'Énigme du clos Mazarin                            |                                                   | 2015                                 |
| 66  | Barbara Abel                          | Un bel âge pour mourir                              |                                                   | 2015                                 |
| 67  | Mathias Bernardi                      | Toxic Phnom Penh                                    |                                                   | 2015                                 |
| 68  | Serge Brussolo                        | Tambours de guerre                                  |                                                   | 2015                                 |
| 69  | Patrick Weber                         | La Vierge de Bruges                                 |                                                   | 2015                                 |
| 70  | Frédéric Lenormand                    | Élémentaire, mon cher Voltaire !                    |                                                   | 2016                                 |
| 71  | Françoise Guérin                      | Cherche jeunes filles à croquer                     |                                                   | 2016                                 |
| 72  | Gilles Bornais                        | Le Diable de Glasgow                                |                                                   | 2016                                 |
| 73  | Philippe Kleinmann et Sigolène Vinson | Substance                                           |                                                   | 2016                                 |
| 73  | Olivier Gay                           | Trois fourmis en file indienne                      |                                                   | 2016                                 |
| 74  | François-Henri Soulié                 | Il n'y a pas de passé simple                        |                                                   | 2016                                 |
| 75  | Patrick Tringale                      | Caatinga                                            |                                                   | 2016                                 |
| 76  | Jean Ely Chab                         | La Vallée du saphir                                 |                                                   | 2016                                 |
| 77  | Jean d' Aillon                        | Le Complot des Sarmates                             |                                                   | 2016                                 |
|     | Jean d' Aillon                        | L'Enlèvement de Louis XIV                           |                                                   | 2016                                 |
| 78  | Jean d' Aillon                        | L'Archiprêtre et la cité des tours                  |                                                   | 2017                                 |
| 79  | Éric Fouassier                        | Bayard et le crime d'Amboise                        |                                                   | 2017                                 |
| 80  | François-Henri Soulié                 | Un futur plus que parfait                           |                                                   | 2017                                 |
| 81  | Philippe Rouquier                     | Tant pis pour le Sud                                |                                                   | 2017                                 |
| 82  | Jesse Kellerman                       | Best-seller                                         | Potboiler                                         | 2017                                 |
| 83  | Fred Houel                            | Quand les oiseaux s'étaient tus                     |                                                   | 2017                                 |
| 84  | Serge Brussolo                        | Cheval rouge                                        |                                                   | 2017                                 |
| 85  | Olivier Taveau                        | Depuis l'abîme                                      |                                                   | 2017                                 |
| 86  | Frédéric Lenormand                    | Docteur Voltaire et Mister Hide                     |                                                   | 2017                                 |
| 87  | Jean d' Aillon                        | Le Duc d'Otrante et les compagnons du soleil        |                                                   | 2017                                 |
|     | Anne Martinetti                       | Mortels Cocktails                                   |                                                   | 2017                                 |
| 88  | Laurence Gavron                       | Fouta Street                                        |                                                   | 2017                                 |
| 89  | Becky Masterman                       | Rage blanche                                        | Rage Against the Dying                            | 2018                                 |
|     | Éric Fouassier                        | Le Piège de verre                                   |                                                   | 2018                                 |
| 90  | Cay Rademacher                        | L'Assassin des ruines                               | Der Trümmermörder                                 | 2018                                 |
| 91  | François-Henri Soulié                 | Le présent n'a plus le temps                        |                                                   | 2018                                 |
| 92  | Charlotte Cahné                       | Fatale Descente                                     |                                                   | 2018                                 |
| 93  | Jean Ely Chab                         | Un tombeau sur l'île Rouge                          |                                                   | 2018                                 |
| 94  | Cyrille Legendre                      | Derrière la lumière                                 |                                                   | 2018                                 |
| 95  | John Fairfax                          | Reconnu coupable                                    | Summary Justice                                   | 2018                                 |
| 96  | Alexander McCall Smith                | Le Club des philosophes amateurs                    | The Sunday Philosophy Club                        | 2018                                 |
| 98  | Serge Brussolo                        | La Porte d'ivoire                                   |                                                   | 2018                                 |
| 99  | Alexander McCall Smith                | Amis, amants, chocolat                              | Friends, Lovers, Chocolate                        | 2018                                 |
| 100 | Gabriel Katz                          | N'oublie pas mon petit soulier                      |                                                   | 2018                                 |
| 101 | Gabriel Katz                          | Quand tu descendras du ciel                         |                                                   | 2018                                 |
|     | Cay Rademacher                        | L'Orphelin des docks                                | Der Schieber                                      | 2019                                 |
|     | Celia Fremlin                         | L'Heure bleue                                       | The Hours Before Dawn                             | 2019                                 |
|     | Catherine Arley                       | La Femme de paille                                  |                                                   | 2019                                 |
|     | Alexander McCall Smith                | Une question d'attitude                             | The Right Attitude to Rain                        | 2019                                 |
|     | François-Henri Soulié                 | Impératif imprévu : une aventure de Skander Corsaro |                                                   | 2019                                 |
|     | John Fairfax                          | Le Défenseur                                        | Blind Defence                                     | 2019                                 |
|     | Jean Ely Chab                         | Dans l'oeil de Jaya                                 |                                                   | 2019                                 |
|     | Frédéric Lenormand                    | Le Retour d'Arsène Lupin                            |                                                   | 2019                                 |
|     | Frédéric Lenormand                    | Le Noël d'Arsène Lupin                              |                                                   | 2019                                 |
|     | Matthieu Parcaroli                    | Le Cri des corbeaux                                 |                                                   | 2019                                 |
|     | Sonia Cadet                           | Un seul être vous manque                            |                                                   | 2019                                 |
|     | Philip Kerr                           | Pénitence                                           | Prayer                                            | 2019                                 |
|     | Martin Walker                         | Sombres Vendanges                                   | The Dark Vineyard                                 | 2020                                 |
|     | Martin Walker                         | Meurtre en Périgord                                 | Bruno, Chief of Police                            | 2020                                 |
|     | Charlotte Cahné                       | Beijing Blues                                       |                                                   | 2020                                 |
|     | Becky Masterman                       | Le mal est ordinaire                                | Fear the Darkness                                 | 2020                                 |
|     | Jean-Christophe Portes                | Minuit dans le jardin du manoir                     |                                                   | 2020                                 |
|     | Claudio Giunta                        | Solovki                                             | Mar blanco                                        | 2021                                 |
|     | Frédéric Lenormand                    | Un amour d'Arsène Lupin                             |                                                   | 2021                                 |
|     | Éric Fouassier                        | La Fureur de Frédégonde                             |                                                   | 2021                                 |
|     | Celia Fremlin                         | Les Choses de la mort                               | The Long Shadow                                   | 2021                                 |
|     | Philippe Madral                       | Une sorcière à la cour                              |                                                   | 2021                                 |
|     | Kyril Bonfiglioli                     | Une affaire pas très catholique                     |                                                   | 2021                                 |
|     | Jean d' Aillon                        | L'Homme aux rubans noirs                            |                                                   | 2021                                 |
|     | Philip Kerr                           | Le Chiffre de l'Alchimiste                          | Dark Matter, the Private Life of Sir Isaac Newton | 2021                                 |
|     | François Rivière & Nicolas Perge      | Agatha, es-tu là ?                                  |                                                   | 2021                                 |
|     | Gypsy Rose Lee                        | Mort aux femmes nues                                | The G.-String Murders                             | 2021                                 |
|     | Barbara Abel                          | Un bel âge pour mourir                              |                                                   | 2021                                 |
|     | Barbara Abel                          | L'Instinct maternel                                 |                                                   | 2021                                 |
|     | Martin Walker                         | Noirs diamants                                      | Black Diamond                                     | 2021                                 |
|     | Frédéric Lenormand                    | Un carrosse nommé désir                             |                                                   | 2021                                 |
|     | Cyrille Legendre                      | Juste une intuition                                 |                                                   | 2021                                 |
|     | Ian Rankin                            | Le Carnet noir                                      | The Black Book                                    | 2022                                 |
|     | Ian Rankin                            | Le Jardin des pendus                                | The Hanging Garden                                | 2022                                 |
|     | Boileau-Narcejac                      | Le Secret d'Eunerville                              |                                                   | 2022                                 |
|     | Boileau-Narcejac                      | La Poudrière                                        |                                                   | 2022                                 |
|     | Philip Kerr                           | Chambres froides                                    | Dead Meat                                         | 2022                                 |
|     | Frédéric Lenormand                    | La Vie privée d'Arsène Lupin                        |                                                   | 2022                                 |
|     | Cay Rademacher                        | Le Mistral meurtrier                                | Mörderischer Mistral                              | 2022                                 |
|     | Jean-Christophe Portes                | Le Mystère du masque sacré                          |                                                   | 2022                                 |
|     | Birkefeld & Hachmeister               | Deux dans Berlin                                    | Wer übrig bleibt, hat Recht                       | 2022                                 |
|     | Frédéric Lenormand                    | Mélodie pour un tueur                               |                                                   | 2022                                 |
|     | Margaret Millar                       | Mortellement vôtre                                  | Beast in View                                     | 2022                                 |
|     | J. Numède                             | Cette nuit la falaise sautera                       |                                                   | 2022                                 |
|     | Gabriel Katz                          | Les Papillons noirs                                 |                                                   | 2022                                 |
|     | Boileau-Narcejac                      | La Justice d'Arsène Lupin                           |                                                   | 2023                                 |
|     | Boileau-Narcejac                      | Le Second Visage d'Arsène Lupin                     |                                                   | 2023                                 |
|     | Margaret Millar                       | Le Territoire des monstres                          | Beyond this Point are Monsters                    | 2023                                 |
|     | Catherine Arley                       | À cloche-cœur                                       |                                                   | 2023                                 |
|     | Lucien Nouis                          | Nous ne négligerons aucune piste                    |                                                   | 2023                                 |
|     | Deborah Kay Davies                    | Déliquescence                                       | True Things About Me                              | 2023                                 |
|     | Gypsy Rose Lee                        | Madame mère et le macchabée                         | Mother Finds a Body                               | 2023                                 |
|     | Jean Ely Chab                         | Plus près des morts                                 |                                                   | 2023                                 |
|     | Claude Orval                          | Cinq Jours de bonté                                 |                                                   | 2023                                 |
|     | Philip Kerr                           | Impact                                              | The Shot                                          | 2023                                 |

## Homonymie
- Éditions du Masque